# Dorado Grande
Dorado Grande (auch CP Dorado Grande) ist eine Ortschaft im Departamento La Paz im südamerikanischen Andenstaat Bolivien.

## Lage im Nahraum
Dorado Grande ist Nachbarort des Ortes Arapata und liegt im Kanton Arapata im Municipio Coripata in der Provinz Nor Yungas. Die Ortschaft liegt auf einer Höhe von 1726 m auf einem Höhenrücken, der von Coroico in südöstlicher Richtung bis zum Río Tamampaya führt, der nach Norden fließt und in den Río Beni mündet.

## Geographie
Dorado Grande liegt im Übergangsbereich zwischen dem Altiplano und der Cordillera Real im Westen und den Ausläufern des Amazonas-Tieflandes im Osten.
Der Jahresniederschlag hier in den subtropischen Yungas liegt bei 1100 mm (siehe Klimadiagramm Coroico) und weist eine deutliche Trockenzeit von Mai bis August und eine Regenzeit von Dezember bis Februar auf. Die Monatsdurchschnittstemperaturen schwanken nur unwesentlich zwischen 20 °C und 25 °C, tagsüber ist es sommerlich warm und nachts angenehm kühl.

## Verkehrsnetz
Dorado Grande liegt in einer Entfernung von 109 Straßenkilometern nordöstlich von La Paz, der Hauptstadt des Departamentos.
Von La Paz führt die asphaltierte Nationalstraße Ruta 3 in nordöstlicher Richtung 52 Kilometer bis Cotapata und von dort als Schotterpiste über 35 Kilometer bis Coroico. Hier zweigt die Ruta 40 nach Südosten ab und erreicht nach 22 Kilometern Arapata. Von dort führt eine Landstraße in östlicher Richtung nach Marquirivi und erreicht nach drei Kilometern Dorado Grande.

## Bevölkerung
Die Einwohnerzahl der Ortschaft ist im vergangenen Jahrzehnt leicht angestiegen:
| Jahr | Einwohner         | Quelle       |
| ---- | ----------------- | ------------ |
| 1992 | keine Detaildaten | Volkszählung |
| 2001 | 418               | Volkszählung |
| 2012 | 464               | Volkszählung |
| 2024 |                   | Volkszählung |